# Amaury Sánchez
Amaury Sánchez (* in Santo Domingo) ist ein dominikanischer Musiker, Dirigent, Komponist und Musikpädagoge.

## Leben und Wirken
Sánchez hatte Klavier- und Gitarrenunterricht und studierte am Conservatorio Nacional de Música Perkussion. Er war fünfzehn Jahre lang Perkussionist im Orquesta Sinfonica Nacionál und in den letzten Jahren auch Assistent des Chefdirigenten Julio de Windt. In dieser Funktion leitete er das Orchester u. a. bei Auftritten von Andrea Bocelli, Plácido Domingo, Raúl Di Blasio und Richard Clayderman.
D
Außerdem gründete Sánchez das Orquesta Santo Domingo Pops und das Orquesta Filarmónica de Santo Domingo, dessen Direkter er ist. Er führte große Broadway- und Filmmusicals auf wie The Sound of Music (2000), Jesucristo Superstar (2003), Evita (2004), La Bella y la Bestia (2006), Peter Pan (2007), Regalo de Navidad, Cabaret  und Annie (2008), Cats und Cenicienta (2009), Chicago und Westside Story (2010), Las Aventuras de Willie (2010-11), Dreamgirlsund Tributo a Sinatra (2011) und El Mago de Oz (2012).
Als Komponist trat er mit Werken hervor wie La Misa Festiva Dominicana, Fantasías Populares para piano y cuerdas und dem Ballett Doce, estados de ánimo. Zudem komponierte er die Musik zu den Filmen Cuatro Hombres y un Ataúd, Negocios son Negocios, Mi papa se volvió loco und Mi novia está de madre und schrieb die Arrangements für die DVD Danny Rivera Sonfónico Live.  Als Musikpädagoge leitet er die von ihm gegründete Academía de Formación Artística.